# Парк Победы (Петрозаводск)
Парк Победы — парк в городе Петрозаводске. Находится в историческом центре города, на берегу Онежского озера на территории, ограниченной Онежской набережной, проспектом Карла Маркса, Пушкинской улицей и Левашовским бульваром. Объект культурного наследия Республики Карелия.

## История
Улица

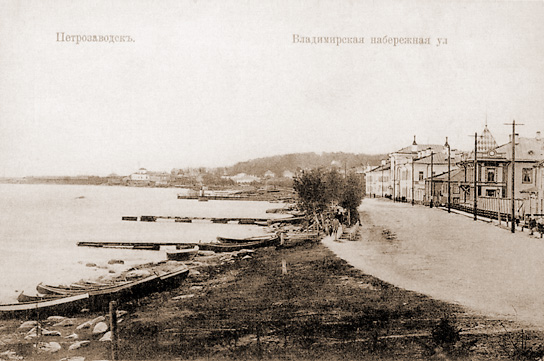
Владимирская улица (1900 год)

С начала XVIII века набережная Онежского озера в центральной части Петрозаводска представляла собою улицу, на которой располагались жилые дома с огородами и полисадниками, административные здания, складские помещения, хозяйственные постройки, причалы и пирсы. Здесь, на углу с улицей Соборной (ныне проспект Карла Маркса), с 1818 года в двухэтажном каменном доме располагалось здание Петрозаводского духовного уездного и приходского училища, за сто лет своего существования выпустившего более 1200 человек.
В середине XIX века в «Описании улиц и площадей Петрозаводска» эта улица значилась как Большая набережная, границы которой были установлены от устья реки Лососинки до Широкой улицы.
В июле 1873 года на набережной вблизи общественной пристани была открыта меблированная гостиница «Палермо». Здесь же на набережной был постоялый двор.
В августе 1885 года решением Петрозаводской городской думы улица была переименована во Владимирскую в память посещения Петрозаводска великим князем Владимиром Александровичем.
На углу Владимирской и Большой Подгорной улицы (ныне ул. Свердлова) в двухэтажном каменном доме с магазином, выходящим на набережную, в 1897 году открылся казённый винный склад. Здесь изготовлялось и продавалось столовое вино из спирта и разливался спирт. К складу было приписано 17 казённых винных лавок. С введением в 1914 году сухого закона в период Первой мировой войны завод был закрыт. Возобновил работу как спирто-водочный в 1925 году. Ликёро-водочный завод работал на набережной до 1940 года, выпускал водку, горькие и сладкие настойки, наливки, десертные, крепкие и плодово-ягодные ликёры. После окончания Советско-финской войны (1941—1944) Петрозаводский ликёро-водочный завод «Петровский» открылся в новых производственных корпусах на улице Ригачина.

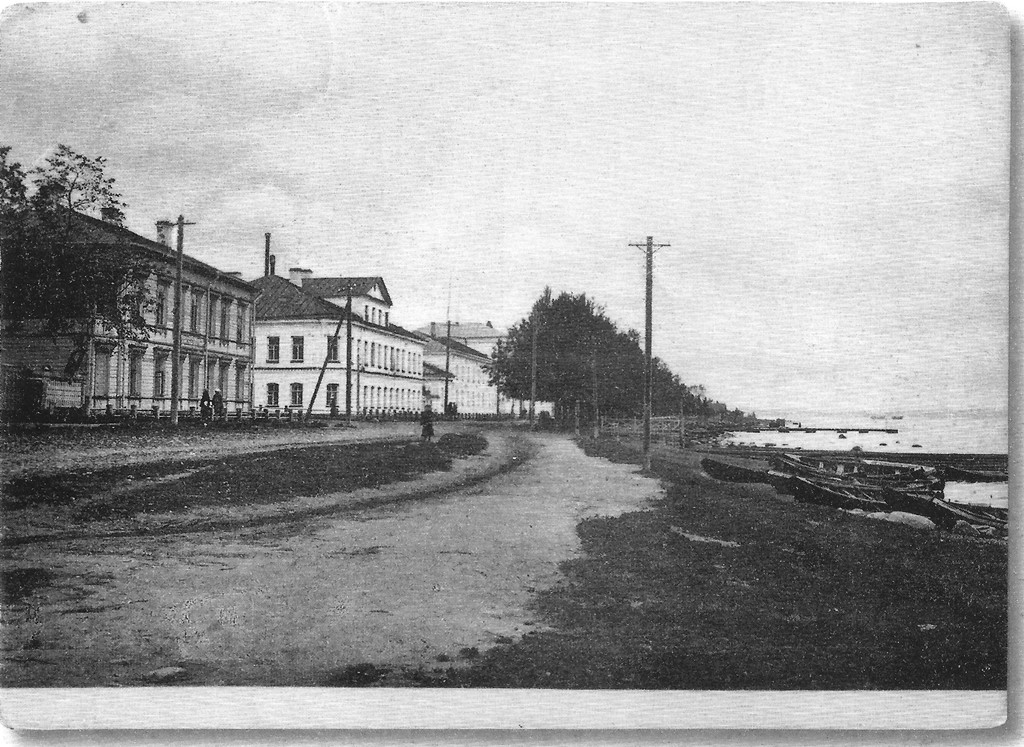
Набережная (ранее 1917)

С 1901 года на Владимирской улице, в приобретённом и перестроенном по проекту инженера Белякова доме купчихи Ипатовой, была размещена Олонецкая губернская земская управа.
В начале 1900-х годов вдоль улицы по берегу озера были посажены тополя.
В 1911 году по предложению Петрозаводского городского головы Василия Лысанова, рядом со спирто-водочным заводом, в каменном здании начал работу пивоваренный завод «Олония». Кроме нескольких сортов пива, выпускались минеральные и фруктовые воды.
После 1917 года улица Владимирская была переименована в Онежскую набережную.
Во время Советско-финской войны (1941—1944), вся застроенная центральная прибрежная часть Петрозаводска, в том числе здания по Онежской набережной, были полностью разрушены.
Парк
После окончания войны, территория была отведена под организацию городского Прибрежного парка Победы.
В 1950—1960-х годах стихийно, силами жителей, было произведено основное озеленение. Был высажен тополь душистый, ива козья, клён ясенелистый. В небольшом количестве высаживалась лиственница, вяз, берёза, ясень. Общий видовой состав включал 43 вида.
В 1978 году ко дню празднования 275-летия Петрозаводска в сквер, примыкающий к парку, был перенесён от здания краеведческого музея на пр. Урицкого памятник Петру I. В ноябре 2012 года этот сквер получил официальное название — Петровский сквер.
В 1985—1987 годах на территории прибрежного парка были проведены санитарные и ландшафтные рубки с удалением женских клонов тополей.
В 1994—1996 годах была построена гранитная пешеходная набережная. В 1995 году на набережной, на оси Левашовского проспекта, была сооружена каменная беседка-ротонда (арх. Н. Н. Овчинников)
В конце 1990-х, начале 2000-х годов вдоль набережной сформировалась архитектурно-скульптурная галерея под открытым небом, представляющая собой произведения в стиле авангарда и пост-модерна, подаренные городами-побратимами Петрозаводска.
В апреле 2019 года прибрежному парку Петрозаводска было официально возвращено историческое название — парк Победы.
21 ноября 2022 года в парке (на лестничном спуске к Онежской набережной, в створе улицы Германа Титова) был открыт памятник российскому ювелиру, ведущему мастеру фирмы «Фаберже», уроженцу Олонецкой губернии Михаилу Перхину (скульптор Павел Калтыгин).

## Фотогалерея

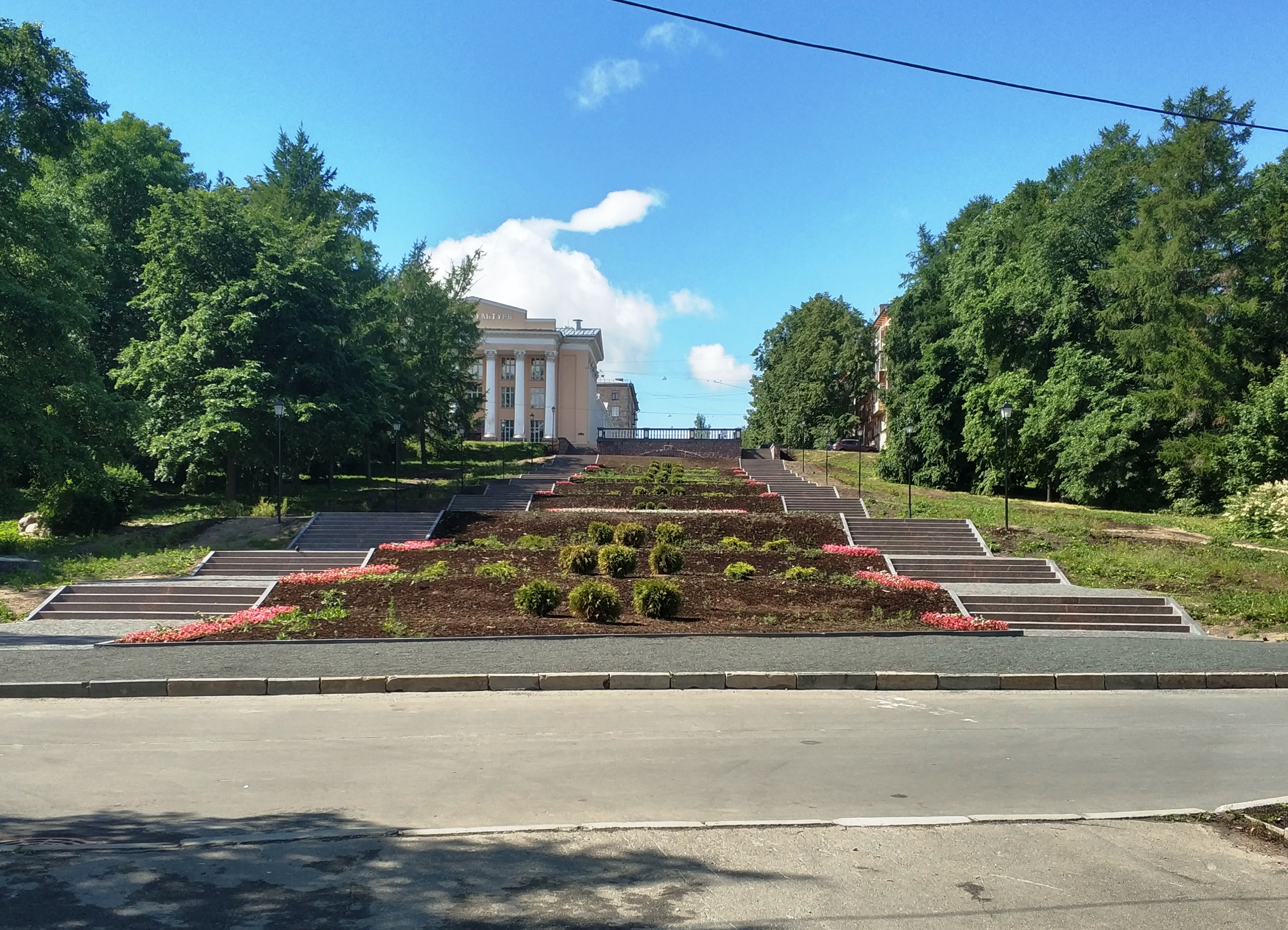
Лестничный спуск в створе улицы Германа Титова
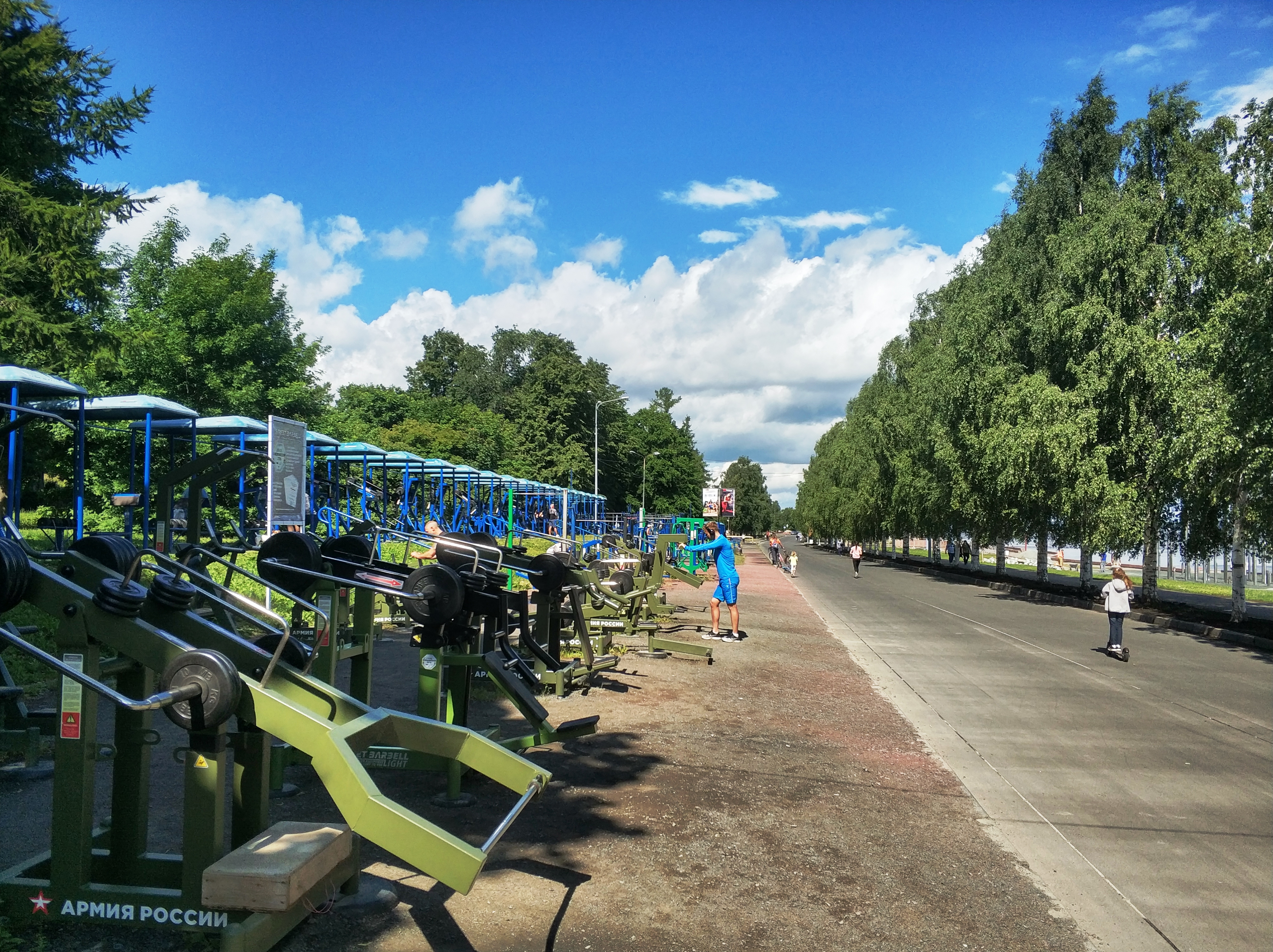
Спортивные тренажёры
«Дерево Дружбы»
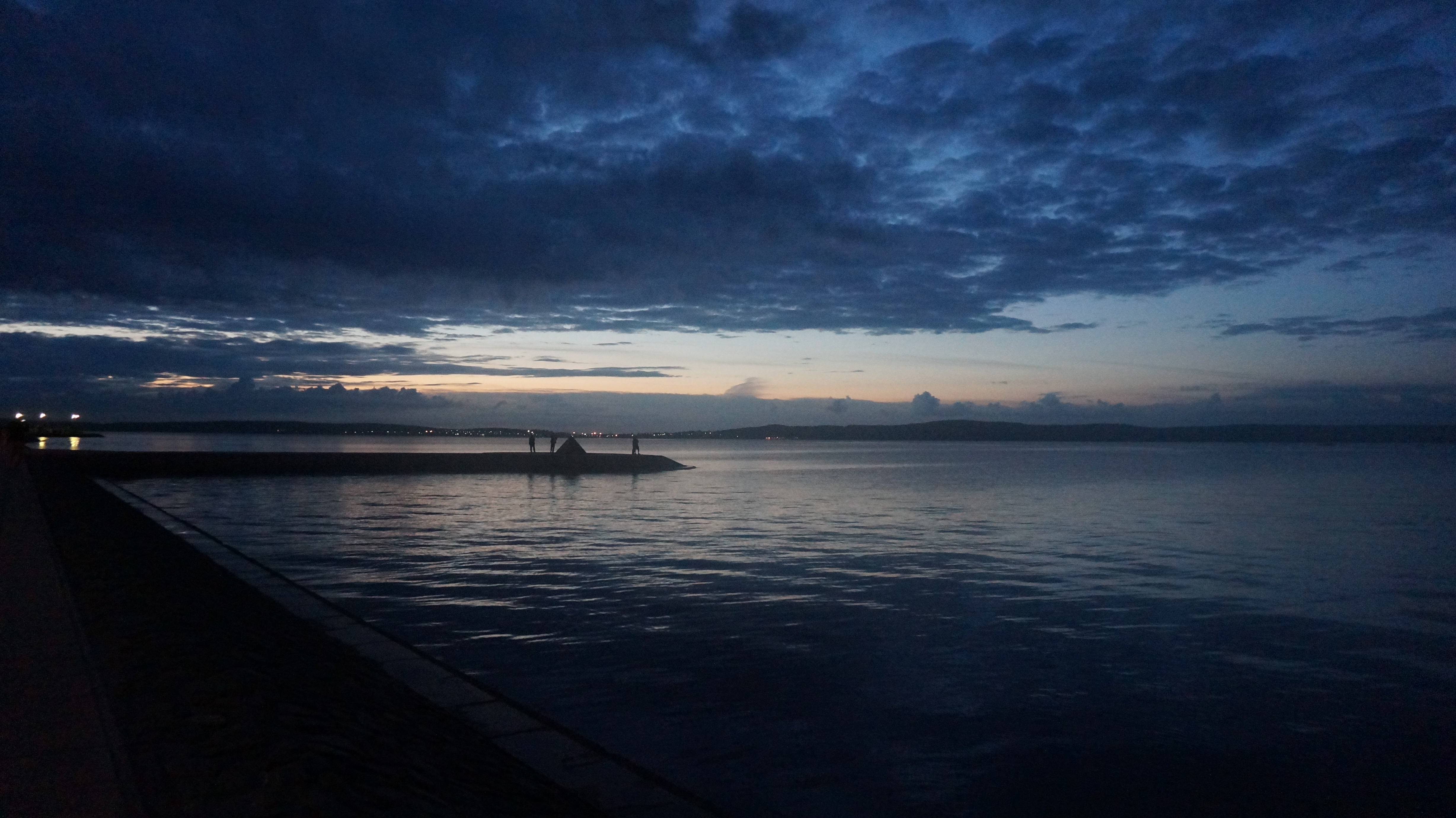
Онежская набережная в темное время суток летом